# 勒布瓦
勒布瓦（法語：Le Bois，法語發音：[lə bwa]）是法国萨瓦省的一个旧市镇，属于阿尔贝维尔区。2019年，勒布瓦与临近的2个市镇合并为新市镇大艾格布朗什。

## 地理
勒布瓦（45°29'28"N, 6°29'52"E）面积5.55 平方千米，位于法国奥弗涅-罗讷-阿尔卑斯大区萨瓦省，该省份为法国东部省份，历史上为薩伏依的一部分，北起上萨瓦省，西接伊泽尔省和安省，南部和东部与上阿尔卑斯省和意大利接壤。
与勒布瓦接壤的市镇（或旧市镇、城区）包括：艾格布朗什、莱萨旺谢-瓦尔莫雷勒、方丹勒皮、圣让德贝尔维尔、萨兰-方丹、莱贝尔维尔、萨兰莱泰尔姆。

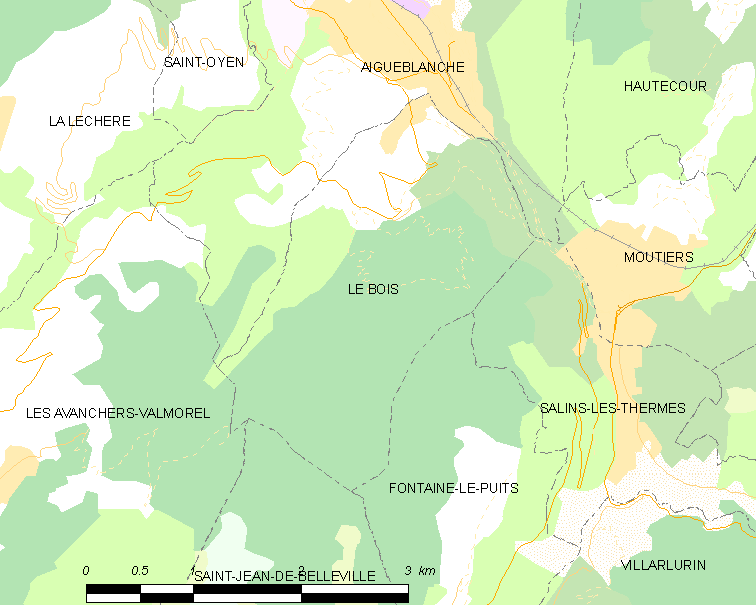
勒布瓦的OSM定位图

勒布瓦的时区为UTC+01:00、UTC+02:00（夏令时）。

## 行政
勒布瓦的邮政编码为73260，INSEE市镇编码为73045。

## 政治
勒布瓦所属的省级选区为穆捷县。

## 人口

1962-2008年间勒布瓦人口变化图示

勒布瓦于2018年1月1日时的人口数量为394人。